# أردشير الثالث

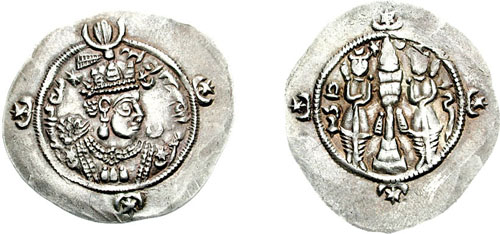
أردشير بن شيرويه

أردشير بن شيرويه أو أردشير الثالث الملقب اردشير كوچك أي أردشير الصغير، كان ملكاً ساسانياً وأوتي الملك صبيا كان فيما يقال، ابن سبع سنين. وحضنه رجل يقال له مِهآذر جَشُنَس رئيس أصحاب المائدة. ودام ملكه سنة وستة أشهر (فبراير سنة 628- أبريل سنة 630 م).
و الذي ثار عليه وقتله هو شهربراز الذي دبر خلع پرويز، كما تقدّم. وخلاصة ما في الطبري أن شهر براز كان في ثغر الروم على جند ضمهم إليه پرويز وسماهم السعداء. وكان پرويز وشيرويه يكتبان إليه ويستشيرانه. فلما لم يشاوره عظماء الفرس في تمليك أردشير اتخذ ذلك ذريعة إلى الخلاف والتعتب طمعا في الملك. فقدم في ستة آلاف جندي إلى طَيسفون فحاصرها، ودافع عنها مِهآزر الوصىّ.
ثم احتال شهربراز حتى خدع رئيس حرس أردشير، وإصبهبذ نيم روز. ففتحا له المدينة فدخلها وأمر بقتل أردشير في السنة الثانية من ملكه ماه (شهر) بهمن، ليلة روز أبان في إيوان خسرو شاه قباد.
و كان شهر براز قد عاهد هرقل على أن يرد إليه مصر وسورية وآسيا الصغرى. وأكدا العهد بالمصاهرة فأمن مخالفة الروم عليه ثم قد تقدّم أن الصليب الذي أخذه پرويز من بيت المقدس استردّه هرقل واحتفل لذلك 14 سبتمبر سنة 629 م. فإن صحح هذا التاريخ فاسترجاع الصلب إنما كان في عهد أردشير. وكان الفرس، وهم في أمر مريخ، أرادوا كف عادية الروم برد الصليب إليهم.